# Pacific Internet Exchange
Pacific Internet Exchange（パシフィック・インターネット・エクスチェンジ）は、米国サンフランシスコにあるデータセンター運営会社である。
データセンターはサンフランシスコIXから25メートルの近さにあり、高速回線で直結されている。
電子掲示板2ちゃんねる、画像掲示板画像ちゃんねるがPIEのレンタルサーバを利用していることで知られており、特に最高執行責任者であるジム・ワトキンス（Jimさん）はPINKちゃんねるの管理人として有名である。

## Atrivoへのサービス提供問題
2008年9月まで、電子犯罪組織ロシアン・ビジネス・ネットワークのプロバイダであったAtrivoに対して接続回線を提供していた。

## 韓国からのサイバーテロ
2010年3月1日、韓国の三一節に合わせ、サイバーテロリスト集団「VANK」主導によるサイバーテロ（F5アタックによるDoS攻撃）を受け、データセンターが機能しなくなる事態が発生、2ちゃんねるのみならず、米政府向けのデータが転送出来なくなった。被害額は250万ドル（日本円で2億2千万円）に及び、同社ではFBIに被害を報告、法的措置に対して協議していると報じた。